# Primera División (Chile) 1934
Die Primera División 1934, auch unter dem Namen 1934 Campeonato Nacional de Fútbol Profesional bekannt, war die 2. Saison der Primera División, der höchsten Spielklasse im Fußball in Chile.
Teilnehmer waren wie in der ersten Saison nur Teams aus Santiago. Die Meisterschaft der zweiten Saison gewann CD Magallanes, das seinen Titel damit erfolgreich verteidigte.

## Modus
Die zwölf Teams aus Santiago spielen in einer Ligatabelle jeder gegen jeden. Sieger ist die Mannschaft mit den meisten Punkten. Bei Punktgleichheit entscheidet die Anzahl der erzielten Tore.

## Tabelle
| Pl.                       | Verein                        | Sp. | S  | U | N | Tore    | Diff. | Punkte |
| ------------------------- | ----------------------------- | --- | -- | - | - | ------- | ----- | ------ |
| 1.                        | CD Magallanes (M)             | 11  | 10 | 1 | 0 | 061:110 | +50   | 21     |
| 2.                        | Audax Italiano (1) (2)        | 11  | 9  | 2 | 0 | 050:210 | +29   | 19     |
| 3.                        | CSD Colo-Colo (2)             | 11  | 7  | 2 | 2 | 051:190 | +32   | 17     |
| 4.                        | Unión Española (3)            | 11  | 7  | 0 | 4 | 046:200 | +26   | 16     |
| 5.                        | Badminton FC (1)              | 11  | 6  | 2 | 3 | 042:230 | +19   | 12     |
| 6.                        | Santiago FC (N)               | 11  | 6  | 0 | 5 | 034:240 | +10   | 12     |
| 7.                        | Santiago National FC          | 11  | 5  | 1 | 5 | 023:450 | −22   | 11     |
| 8.                        | Carlos Walker Martínez FC (N) | 11  | 3  | 0 | 8 | 021:400 | −19   | 06     |
| 9.                        | CD Ferroviarios (N)           | 11  | 2  | 1 | 8 | 021:360 | −15   | 05     |
| 10.                       | CD Green Cross                | 11  | 2  | 1 | 8 | 019:530 | −34   | 05     |
| 11.                       | Deportivo Aleman (N)          | 11  | 2  | 1 | 8 | 015:420 | −27   | 05     |
| 12.                       | Morning Star Sport Club       | 11  | 0  | 2 | 9 | 017:680 | −51   | 02     |
| Quelle: , Stand: Endstand |                               |     |    |   |   |         |       |        |

| Punktänderungen nach administrativen Entscheidungen: |
| (1) 2 Punkte Abzug                                   |
| (2) 1 Punkt Bonus                                    |
| (3) 2 Punkte Bonus                                   |

## Beste Torschützen
| Rang | Spieler        | Klub      | Tore |
| ---- | -------------- | --------- | ---- |
| 1    | Carlos Giudice | Colo-Colo | 19   |